# Лефевр, Луи Жан Клод Клеман
Луи Жан Клод Клеман Лефевр (фр. Louis Jean Claude Clément Lefaivre; 1769—1839) — французский военный деятель, полевой маршал (1826 год), барон (1813 год), участник революционных и наполеоновских войн.

## Биография
Родился в семье фейерверкера Королевского артиллерийского корпуса. 25 января 1792 года стал младшим лейтенантом во 2-м кавалерийском полку. 1 апреля 1793 года – лейтенант. 17 мая 1793 года был ранен под Бельхаймом пулей в левую ногу. 10 октября 1793 года стал адъютантом генерала Эйкемейе. 23 марта 1795 года женился на Мари-Элизабет Дро (фр. Marie-Elsabeth Droz), от которjй у него было два сына. 5 октября 1797 года стал капитаном. 12 октября 1804 года причислен к генеральному штабу.
10 ноября 1807 года произведён в командиры эскадрона, и возглавил эскадрон в 12-м кирасирском полку. 22 мая 1809 года в сражении под Эсслингом под ним была убита лошадь. 6 апреля 1811 года стал вторым майором в том же полку. С 24 мая 1811 года командовал депо лёгкой кавалерии Армии Испании. 8 февраля 1812 года стал майором 23-го драгунского полка.
29 апреля 1813 года произведён в полковники, и поставлен во главе 8-го кирасирского. Со своим полком сражался в рядах 2-й дивизии тяжёлой кавалерии. 30 октября 1813 года ранен пулей в правую ногу при Ханау, но не оставил свой полк. 19 апреля 1815 года оставил службу по причине проблем со здоровьем. 24 января 1816 года вернулся в строй в качестве командующего 3-м легионом жандармерии в Кане. 17 декабря 1826 года получил звание почётного полевого маршала. 29 марта 1827 года вышел в отставку. 13 марта 1839 года умер в Безансоне.

## Титулы
- Барон Лефевр и Империи (фр. baron de Lefaivre et de l'Empire; декрет от 28 сентября 1813 года, патент подтверждён 13 декабря 1813 года)[1].

## Награды
Легионер ордена Почётного легиона (14 апреля 1807 года)
 Офицер ордена Почётного легиона (28 сентября 1813 года)
 Кавалер военного ордена Святого Людовика (1 ноября 1814 года)